# 알란 풀리도
알란 풀리도 이사기레(Alan Pulido Izaguirre, 1991년 3월 8일, 타마울리파스주 시우다드 빅토리아 ~)는 멕시코의 축구 선수로, 현재 리가 MX 클럽 캔자스시티와 멕시코 국가대표팀에서 활약하고 있다.
주 포지션은 스트라이커이며, 그는 공격형 미드필더나 윙어로도 기용 가능하다.

## 클럽 경력

### UANL
알란 풀리도는 2010년 2월 27일, 0-3으로 패한 모렐리아와의 경기에서 후반 시작과 함께 교체 출전하여 첫 리가 MX 경기를 치르었다. 그의 첫 국제 클럽대항전 출전 경기는 치바스 USA와의 2009년 6월 20일 수페르리가 2009로, 이 경기에서 90분을 출전하였다. 그는 2011년 4월 13일, 4-2로 이긴 파추카와의 홈 경기에서 프로무대 1호골을 넣었다.
풀리도는 2011년 12월 11일에 열린 산토스 라구나와의 아페르투라 2011 결승 2차전 경기에서 득점하였고, 그의 데뷔 이후 첫 우승이자 클럽 통산 3번째 리그 우승을 차지하였다. 대회를 통틀어, 풀리도는 주전 스트라이커 엑토르 만시야에 밀려 교체 요원으로 활동하는데에 그쳤고, 적은 출장 시간을 보장받았다. 그는 현재 티그레스의 주전 스트라이커를 맡고 있다.

## 국가대표팀 경력

### 멕시코 U-20
알란 풀리도는 과테말라에서 열린 2011년 CONCACAF U-20 챔피언십의 조별 리그에서 3골을 집어넣었고, 멕시코가 같은 해에 콜롬비아에서 열리는 FIFA U-20 월드컵의 참가권을 획득하였다.

### 멕시코 U-23
2011년 여름, 그는 아르헨티나에서 열리는 2011년 코파 아메리카에 참가할 멕시코의 참가 명단에 포함되었으나, 세 번의 조별 리그 경기중 단 한번의 경기도 치르지 않았다.
2012년 3월 23일, 풀리도는 7-1 대승을 거둔 트리니다드 토바고와의 미국에서 열린 2012년 CONCACAF 올림픽 남자 예선 토너먼트 경기에서 팀의 선제골을 집어넣었다. 이틀 후, 그는 3-0으로 이긴 온두라스와의 경기에서 해트트릭을 달성하였다. 그의 5번째 득점은 캐나다와의 준결승전에서 터졌고, 그는 마르코 파비안과 함께 공동 득점 선두가 되었다.
2012년 여름, 멕시코는 프랑스에서 열린 투르누아 툴롱에서 우승을 차지하였고, 풀리도는 3-0으로 이긴 터키와의 결승전에서 1골을 보탰다.

### 멕시코 축구 국가대표팀
2014년 1월 23일, 풀리도는 미겔 에레라 감독에 의해 멕시코 축구 국가대표팀에 차출되었다. 풀리도는 이후 2014년 1월 29일 대한민국과의 데뷔 경기에서 해트트릭을 기록하였고, 멕시코는 이 경기에서 4-0으로 이겼다. 2014년 4월 2일, 그는 피닉스 대학교 경기장에서 열린 멕시코와 미국간의 친선 경기에서 1득점을 추가하였고, 경기는 2-2 무승부로 종료되었다.
2014년 6월 2일, 그는 브라질에서 열릴 2014년 FIFA 월드컵을 앞두고 멕시코의 최종 명단에 이름을 올렸다.

## 납치
2016년 5월 28일 풀리도는 타마울리파스주의 시우다드빅토리아에서 열린 파티에 여자친구와 함께 참석했으며, 오후 11시 30분경에 파티장을 떠나 고속도로로 차를 몰고 나왔다. 이후 여러 차량에 의해 진로가 가로막혔고, 그와 그의 여자친구는 복면을 쓴 6명의 무장 강도에게 납치당했다. 그 뒤 그의 여자친구는 무사히 풀려났고, 그의 가족은 경찰과 접촉해 사건을 해결하려 했다.
5월 30일 풀리도는 무장 강도 중 한 명을 제압하고 총을 빼앗아 가까스로 탈출에 성공했으며, 나머지 무장 강도들은 풀리도가 창문을 깨고 탈출하는 장면을 목격한 뒤 현장에서 도주하였다. 그는 무사히 현장을 탈출한 뒤 비상 번호로 경찰에 신고했고, 이후 경찰이 출동해 작전을 펼쳐 1명 이상의 무장 강도를 체포하였다. 그는 탈출하는 과정에서 창문을 부수며 손을 다쳤고, 병원에서 진료 및 치료를 받았다.

## 경력 통계

### 클럽
2014년 4월 7일 기준
| 클럽    | 클럽   | 클럽    | 리그 | 리그 | 컵   | 컵 | 대륙       | 대륙       | 합계 | 합계 |
| 시즌    | 클럽   | 리그    | 출장 | 골   | 출장 | 골 | 출장       | 골         | 출장 | 골   |
| 멕시코  | 멕시코 | 멕시코  | 리그 | 리그 | 컵   | 컵 | 북아메리카 | 북아메리카 | 합계 | 합계 |
| ------- | ------ | ------- | ---- | ---- | ---- | -- | ---------- | ---------- | ---- | ---- |
| 2009–10 | UANL   | 리가 MX | 4    | 0    | -    | -  | 3          | 0          | 7    | 0    |
| 2010–11 | UANL   | 리가 MX | 15   | 3    | -    | -  | 0          | 0          | 15   | 3    |
| 2011–12 | UANL   | 리가 MX | 28   | 2    | -    | -  | 2          | 2          | 30   | 4    |
| 2012–13 | UANL   | 리가 MX | 14   | 3    | -    | -  | 5          | 4          | 19   | 7    |
| 2013–14 | UANL   | 리가 MX | 33   | 13   | 13   | 11 | -          | -          | 46   | 24   |
| 합계    | 멕시코 | 멕시코  | 94   | 21   | 13   | 11 | 10         | 6          | 117  | 38   |

### 국가대표팀
2014년 4월 2일
| 멕시코 국가대표팀 | 멕시코 국가대표팀 | 멕시코 국가대표팀 |
| 연도              | 출장              | 골                |
| ----------------- | ----------------- | ----------------- |
| 2014              | 3                 | 4                 |
| 합계              | 3                 | 4                 |

### 국가대표팀 득점 기록
| #  | 날짜            | 경기장                               | 상대     | 점수 | 결과 | 대회     |
| -- | --------------- | ------------------------------------ | -------- | ---- | ---- | -------- |
| 1. | 2014년 1월 29일 | 알라모돔, 샌안토니오, 미국           | 대한민국 | 2–0  | 4–0  | 친선경기 |
| 2. | 2014년 1월 29일 | 알라모돔, 샌안토니오, 미국           | 대한민국 | 3–0  | 4–0  | 친선경기 |
| 3. | 2014년 1월 29일 | 알라모돔, 샌안토니오, 미국           | 대한민국 | 4–0  | 4–0  | 친선경기 |
| 4. | 2014년 4월 2일  | 피닉스 대학교 경기장, 글렌데일, 미국 | 미국     | 2–2  | 2–2  | 친선경기 |

## 수상

### 클럽
UANL
- 수페르리가 (1): 2009
- 리가 MX (1): 아페르투라 2011
- 코파 MX (1): 클라우수라 2014

### 국가대표팀
멕시코 U-23
- 투르누아 에스푸아 드 툴롱 (1): 2012
- CONCACAF 올림픽 남자 예선 토너먼트: 2012[7]